# フューチャー・オブ・スターダム王座
フューチャー・オブ・スターダム王座は、スターダムが管理・認定している王座。

## 歴史
2018年2月18日、20歳以下もしくはキャリア2年未満の選手を対象にした王座として創設。3月28日、後楽園ホール大会で行われた初代王座決定トーナメントに優勝したスターライト・キッドが初代王者になった。
2020年12月20日、対象のキャリア2年未満ギリギリで王者になった飯田沙耶が挑戦資格の延長を訴えてキャリア3年以内の選手を対象に改められた。

## 歴代王者
| 歴代   | 王者                 | 戴冠回数 | 防衛回数 | 獲得日         | 獲得場所 備考（対戦相手）                                                             |
| ------ | -------------------- | -------- | -------- | -------------- | ------------------------------------------------------------------------------------- |
| 初代   | スターライト・キッド | 1        | 5        | 2018年03月28日 | 後楽園ホール （渋沢四季）                                                             |
| 第2代  | 林下詩美             | 1        | 6        | 2019年01月03日 | 新木場1stRING 2020年2月16日王座返上                                                   |
| 第3代  | 舞華                 | 1        | 2        | 2020年07月17日 | 後楽園ホール 王座決定巴戦（上谷沙弥、飯田沙耶）                                       |
| 第4代  | 飯田沙耶             | 1        | 3        | 2020年12月20日 | エディオンアリーナ大阪第1競技場 3WAYバトル（もう1人は上谷沙弥） 2021年5月10日王座返上 |
| 第5代  | 白川未奈             | 1        | 0        | 2021年07月04日 | 横浜武道館 （ウナギ・サヤカ）                                                         |
| 第6代  | ウナギ・サヤカ       | 1        | 3        | 2021年07月17日 | ベルサール高田馬場                                                                    |
| 第7代  | 琉悪夏               | 1        | 2        | 2021年10月09日 | 大阪城ホール                                                                          |
| 第8代  | 羽南                 | 1        | 10       | 2021年12月29日 | 両国国技館                                                                            |
| 第9代  | 壮麗亜美             | 1        | 3        | 2022年10月19日 | 新宿住友ホール                                                                        |
| 第10代 | 吏南                 | 1        | 12       | 2023年05月12日 | 品川インターシティホール                                                              |
| 第11代 | 天咲光由             | 1        | 3        | 2024年10月05日 | ドルフィンズアリーナ                                                                  |
| 第12代 | 妃南                 | 1        | 5        | 2025年02月24日 | ライトキューブ宇都宮                                                                  |